# Doroteu de Marcianòpolis
Doroteu de Marcianòpolis (en llatí Dorotheus, en grec antic Δωπόθεος) fou un bisbe grec que vivia vers el 431.
Era un dels seguidors més obstinats de Nestori. Era tant vehement en les seves opinions, que poc abans del Concili d'Efes va declarar que tota persona que cregués que la Verge Maria era la mare de Déu mereixia la condemna eterna. Va prendre part al Concili d'Efes on el van deposar dels seus càrrecs per la seva persistència en mantenir els punts de vista de Nestori. Un sínode que es va celebrar poc després a Constantinoble el va expulsar per la força de la seva seu i va ser portat a la capital de l'Imperi.
Saturní el va succeir com a bisbe i quan va prendre possessió va esclatar un tumult popular. Les autoritats romanes d'Orient, veien que tenia el suport del poble i el van enviar exiliat per un edicte imperial a Cesarea de Capadòcia.
Va deixar escrites quatre cartes, traduïdes al llatí per Lupus. (Epistolae Ephesinae, No. 46, 78, 115, 137).